# Vilen Kaljuta
Vilen Oleksandrovyč Kaljuta (in ucraino Вілен Олександрович Калюта?; in russo Вилен Александрович Калюта?, Vilen Aleksandrovič Kaljuta; Huljajpole, 22 ottobre 1930 – Kiev, 3 novembre 1999) è stato un direttore della fotografia sovietico, dal 1991 ucraino.

## Filmografia parziale
- Belaja ptica s čërnoj otmetinoj, regia di Jurij Illjenko (1971)
- Naperekor vsemu, regia di Jurij Illjenko (1973)
- Proteggimi, mio talismano (Chrani menja, moj talisman), regia di Roman Balajan (1986)
- Urga - Territorio d'amore (Urga), regia di Nikita Michalkov (1991)
- Sole ingannatore (Utomlënnye solncem), regia di Nikita Michalkov (1994)
- Prijatel' pokojnika, regia di Vjačeslav Krištofovič (1997)